# Miedźno (wieś w powiecie sieradzkim)
Miedźno – wieś w Polsce, położona w województwie łódzkim, w powiecie sieradzkim, w gminie Warta.
| SIMC    | Nazwa     | Rodzaj    |
| ------- | --------- | --------- |
| 0715621 | Rafałówka | część wsi |

W latach 1975–1998 wieś administracyjnie należała do województwa sieradzkiego.